# Leyla Göksun
Leyla Göksun (* 19. Juli 1983 in Istanbul) ist eine türkische Schauspielerin.

## Career
Göksun wurde am 19. Juli in Istanbul geboren. Im Alter von vierzehn Jahren zog sie mit ihrer Familie nach England. Später studierte sie an der Yeditepe Üniversitesi. Ihr Debüt gab sie 2007 in der Fernsehserie Doktorlar. Danach war sie 2008 in der Serie Tal der Wölfe – Hinterhalt zu sehen.
2009 bekam sie in dem Film Dabbe 2 die Hauptrolle. Außerdem heiratete sie 2011 den türkischen Regisseur Cemal Alpan. Das Paar ließ sich 2012 scheiden. 2016 hat Göksun den Geschäftsmann Mert Alacahanlı geheiratet.

## Filmografie
Filme
- 2009: Dabbe 2
- 2014: Kırmızı
- 2015: Muna
- 2015: Aşk Olsun

Serien
- 2007–2010: Doktorlar
- 2008: Tal der Wölfe – Hinterhalt
- 2010: Deli Saraylı
- 2011: Kurşun Bilal
- 2012: Bir Zamanlar Osmanlı: Kıyam
- 2013: Osmanlı'da Derin Devlet
- 2013: Arka Sokaklar
- 2014: Çiçek
- 2015: Kalbim Ege'de Kaldı
- 2016: Şahane Damat
- 2018: Jet Sosyete
- 2020: Mucize Doktor
- 2020–2022: Masumlar Apartmanı
- 2021: Kırmızı Oda